# Banat hongrois
Pour les articles homonymes, voir Banat.
Le Banat hongrois est constitué d'une petite partie nord du Banat historique incorporée au comitat de Csongrád.